# 中東調査会
公益財団法人中東調査会（ちゅうとうちょうさかい、英語: Middle East Institute of Japan）は、日本のシンクタンクである公益財団法人。
活動中のものとしては最古の日本の中東研究機関である。元外務省（中東アフリカ局中東第1課）所管の財団法人。

## 概要
中東諸国の研究や情報収集を行っている。外務省から資料作成を委託されて行う研究グループとして発足し、組織されたものである。
1956年2月、戦時期のイスラーム地域研究を担っていた回教圏研究所の調査部長であった小林元（1904年〜1963年）を中心に創立され、1958年9月には機関誌『中東事情』（現『中東研究』）を発刊した。創立時の役員に前嶋信次、山名義鶴がおり、先述の回教圏研究所のほか、満鉄調査部およびその内局である東亜経済調査局の流れを汲むとも言われる。1960年10月に外務大臣所管の財団法人として認可された。
公益法人制度改革により2012年に公益財団法人化し、最初の評議員選定委員会により選任された、外務省出身の浦部和好元大臣官房長、須藤隆也元中東アフリカ局長のほか、渡辺喜宏元三菱UFJフィナンシャル・グループ専務取締役及び国際問題評論家の北村文夫の4人が、評議員に就任した。2017年齋木昭隆元外務事務次官が理事長に就任した。

## 役員等
- 評議員
  - 髙島肇久（一般社団法人日米協会顧問、元日本放送協会報道記者）
  - 須藤隆也（公益財団法人日本国際問題研究所軍縮･不拡散促進センターシニアアドバイザー、元駐エジプト特命全権大使）
  - 関場誓子（聖心女子大学名誉教授）
  - 渡辺喜宏（一般社団法人日本百賢アジア研究院理事長、学校法人AICJ鷗州学園理事長、公益財団法人アジア学生文化協会評議員）
- 会長（代表理事）
  - 佐々木幹夫（元三菱商事代表取締役社長、元日本経済団体連合会副会長）
- 理事長（代表理事）
  - 齋木昭隆（三菱商事取締役、元外務事務次官）
- 副理事長（業務執行理事）
  - 浅子清（元駐バーレーン特命全権大使）
- 常任理事
  - 細野哲弘（元資源エネルギー庁長官、元特許庁長官）
  - 山内昌之（東京大学名誉教授、元カイロ大学客員助教授）
- 監事
  - 藤﨑一郎（元駐アメリカ合衆国特命全権大使、元外務審議官）
  - 越和夫（三菱UFJ銀行顧問）

## 歴代役員
- 歴代理事長
  - 1956年 - 1959年 井上清一（参議院議員）
  - 1959年 - 1962年 山名義鶴（元貴族院職員）
  - 1962年 - 1976年 土田豊（元エジプト大使）
  - 1976年 - 1989年 中山賀博（元フランス大使）
  - 1989年 - 1999年 三宅和助（元シンガポール大使）
  - 1999年 - 2002年 稲葉興作（石川島播磨重工業）
  - 2002年 - 2017年 有馬龍夫（元ドイツ大使）
  - 2017年 -        齋木昭隆（元外務事務次官）

- 歴代会長
  - 1960年 - 1977年 伊藤武雄（大阪商船会社社長）
  - 1977年 - 1989年 水上達三（三井物産相談役）
  - 1989年 - 1991年 田淵節也（野村證券）
  - 1991年 - 1998年 石原俊（日産自動車）
  - 1998年 - 2006年 稲葉興作（石川島播磨重工業）
  - 2006年 - 2008年 服部禮次郎（セイコー）
  - 2008年 -        佐々木幹夫（三菱商事会長）

## 著名な在籍研究者
- 中島勇
- 大野元裕
- 田中浩一郎
- 水口章